# نزاع الغاز الأوكراني الروسي 2009

خطوط أنابيب الغاز الطبيعي من روسيا إلى أوروبا

نزاع الغاز الأوكراني الروسي 2009 كان خلافًا على الأسعار بين روسيا وأوكرانيا حدث عندما رفضت شركة الغاز الطبيعي الروسية غازبروم إبرام عقد توريد لعام 2009 ما لم تدفع شركة الغاز الأوكرانية نافتوجاز ديونها المتراكمة لإمدادات الغاز السابقة. بدأ الخلاف في الأسابيع الأخيرة من عام 2008 بسلسلة من المفاوضات الفاشلة، وفي 1 يناير 2009 قطعت روسيا إمدادات الغاز عن أوكرانيا. في 7 يناير تحول النزاع إلى أزمة عندما توقفت جميع تدفقات الغاز الروسي عبر أوكرانيا لمدة 13 يومًا، مما أدى إلى قطع الإمدادات تمامًا عن جنوب شرق أوروبا، ومعظمها يعتمد على الغاز الروسي، وجزئيًا إلى الدول الأوروبية الأخرى.
طوال الأزمة، ألقى الجانبان الروسي والأوكراني باللوم على بعضهما البعض في قطع الطريق. في 11 و12 يناير نشر الاتحاد الأوروبي بعثة مراقبة مستقلة في محاولة لحل الأزمة، لكن المهمة لقيت نجاحًا ضئيلًا. في 12 يناير أعلنت شركة غازبروم أنها مستعدة لبدء نقل الغاز عبر محطة قياس سودجا إلى خط الأنابيب الذي يمر بأوكرانيا باتجاه جنوب شرق أوروبا، لكن أوكرانيا رفضت العرض لأسباب فنية واقترحت بدلاً من ذلك طريقًا بديلًا عبر محطتي قياس فالويكي وبيساريفكا، بالإضافة إلى الإصرار على استعادة الإمدادات بالكامل. وقد رفضت شركة غازبروم ذلك.
في 18 يناير تم حل النزاع عندما تفاوض رئيس الوزراء الروسي فلاديمير بوتين ونظيرته الأوكرانية يوليا تيموشينكو على عقد جديد يغطي السنوات العشر القادمة في 11 أكتوبر 2011 حكمت محكمة أوكرانية على تيموشينكو بالسجن سبع سنوات بتهمة إساءة استخدام المنصب. لأنها وقعت هذه الصفقة. استؤنفت تدفقات الغاز إلى أوروبا في صباح يوم 20 يناير، وتم استعادتها بالكامل في غضون يومين. في أعقاب ذلك قُدر أن شركة غازبروم خسرت 1.5 مليار دولار من العائدات بسبب نقص المبيعات، وتكبدت أوكرانيا خسائر اقتصادية كبيرة. يشير المحللون إلى أن الأزمة كان لها تأثير سلبي وربما لا رجعة فيه على سمعة كل من روسيا كمورد للطاقة وأوكرانيا كدولة عبور. لا يوجد إجماع بين المحللين حول من يتحمل المسؤولية الأكبر عن الأزمة. بسبب عدم وجود مراقبين دوليين على كلا الجانبين من نظام خطوط الأنابيب الأوكرانية، فمن المستحيل تحديد المسؤول عن قطع تدفق الغاز إلى أوروبا على وجه اليقين.